# B.L.
B.L.（1987年—，為Bad Luck的縮寫），為台灣男性配音員兼輕小說作家，本名徐偉翔，射手座，桃園人，國立交通大學資訊工程學系畢業。
出道作是獲得第三屆台灣角川輕小說暨插畫大賞銀賞的《謝謝你!壞運》，同時亦為台灣角川三屆輕小說比賽以來最年輕的得獎者。作品幽默逗趣、角色鮮明、設定嚴謹、感人肺腑為其創作最大特色。
曾言道:「B.L.是Bad Luck的縮寫，想歪的人給我出去罰站！」

## 早年生活
於就學期間創作兩年即得獎，間中仍維持優秀在校成績，作品甫一上市便空前熱賣，在蛙蛙書店排行榜高掛逾三週之久，名次遠勝其他同期作者，被譽為「2011年出道輕小說作者中最閃亮的新星」。又因為同時參加尖端出版舉辦的第四屆浮文字新人獎亦打入決選，成為「尖端十聖」（該比賽中，參賽者前十強的統稱）。
他自言大學二年級時接觸了第一部輕小說《涼宮春日的憂鬱》，人生就此改寫，投入轻小说创作者一列。看完原作和動畫，還成為了長門有希的配音聲優茅原實里的Fans，並參加了茅原實里2008年在台灣舉辦的演唱會。在深深受到感動的同時，形成一個想法──「我也要寫出暢銷到足以改編成動畫的輕小說，然後請她（茅原實里）來幫我的作品配音。」。

## 出版作品

### 單行本
- 謝謝你!壞運（插畫：REI）（台灣角川書店）

1. 2011年7月15日發售，ISBN 978-986-287283-3
2. 2012年4月20日發售，ISBN 978-986-287646-6
3. 2013年3月8日發售，ISBN 978-986-325108-0
4. 2013年12月7日發售，ISBN 978-986-325676-2

- 懶貓子觀察日記（插畫：LM）（尖端出版）

1. 2019年8月2日發售，ISBN 978-957-108626-2

### 短篇
- 护发乳、狮子、火车（插畫：SIN、天漫·轻小说2012年6月號）

## 配音作品
- 主要角色名稱以粗體顯示。
- 以下皆為國語配音。

### 電視動畫

#### 日本動畫
2016年
- 暗殺教室：淺野學秀、鷹岡明、大物議員、防衛省司令官、自衛隊隊長、吉田的父親、富田益男、水口秀樹 ※Animax版本，與網飛版陣容不同
- 逆轉裁判：生倉雪夫、班／木住勉、腹語人偶-利羅、巴特／木下一平 ※客串性質（ep.10-13，18-20）

2017年
- Re:從零開始的異世界生活（第一季）：菜月昴 ※僅第一季、與新編集版陣容不同
- 見習神仙精靈：櫻井勇次郎 ※客串性質

2018年
- 潔癖男子青山！：伊吹誠吾 ※客串性質
- 寶石之國：阿克雷阿茲斯 ※客串性質（ep.5）

2019年
- 帶著智慧型手機闖蕩異世界。：神／世界神、托里斯韋恩國王、雷姆、里恩·布里茲、索爾姆村長、九重重兵衛、山本完助

2021年
- 幽遊白書：呂屠 ※八大綜合台版本，客串性質（ep.29）
- 轉生成蜘蛛又怎樣：哈林斯·克沃德、黑／邱列迪斯提耶斯、烏基奧／荻原健一、大島叶多（前世）、薩利斯、烏基奧／荻原健一、達斯汀六十一世

#### 歐美動畫
2013年
- 宇宙小奇兵：憤世魔王

2014年
- 七寶：史塔區大人、金格罕摩博士
- Penn Zero：太空英雄（页面存档备份，存于）：胖胖、亞當湯姆貿白德威

2015年
- 公主闖天關：魯多、傑米、尚恩、蒼蠅頭、普林斯頓、亂說靈

2017年
- 魔髮奇緣：菲瑞安、鉤腳、帕克、史坦、奈吉爾、蒙提叔叔

2019年
- 馴龍高手：比賽直到盡頭：大剋
- 樂佩的魔髮冒險：鉤腳、崔佛國王、威索、赫克托、老公、尖塔守護者、光天化日小偷-威廉、倫布執政官、狄馬尼勳爵

### 網路動畫

#### 台灣動畫
2015年
- 巫人神傳說：雷歐

### 動畫電影

#### 台灣動畫電影
2013年
- 夢見：東東

2019年
- 重甲機神：神降臨：朝永航一郎（國語台詞）

2022年
- 諸葛四郎－英雄的英雄

#### 歐美動畫電影
2012年
- 勇敢傳說

2013年
- 冰雪奇缘

2019年
- 玩具總動員4：鴨霸

2021年
- 路卡的夏天：奇奇歐、漁夫一

### 遊戲
2016年
- 傳說對決：英雄潘因

2020年
- 人中之龍7：中華黑手黨

### 電視劇集

#### 歐美劇
2012年
- 小潔的保姆日記：東尼·奇克里尼
- 奧斯汀與艾莉：奧斯汀·穆爾
- 小查與寇弟的頂級遊輪生活（第三季）：寇弟·馬丁(接替林美秀)
- 舞動青春（第二季）：馬丁「杜斯」·馬丁尼

### 電影

#### 海外電影
2013年
- 青春海灘：布萊迪

2015年
- 青春海灘2：布萊迪

2021年
- 弗羅拉與松鼠俠：燈泡人

### 特攝片
2012年
- 假面騎士W：真倉俊
- 海賊戰隊豪快者：東·多格伊亞、疾風翔、天重星·將兒、星野吾郎、巴獅王、在嚴、雜茲力格

2014年
- 假面騎士Fourze：大文字隼

2016年
- 假面騎士鎧武：凰蓮·皮耶爾·阿爾馮斯、戰極凌馬、柴克

2017年
- 假面騎士EX-AID：花家大我、帕拉德

2022年
- 機界戰隊全開者：布魯恩、巴拉希塔拉

### 有聲書
- MOCO放漫畫

## 腳注
1. ↑  台灣角川第三屆輕小說暨插畫大賞 （页面存档备份，存于）、第三屆得獎作品 （页面存档备份，存于）
2. ↑  .   [2011-09-11]. （原始内容存档于2011-03-25）.
3. ↑  .   [2011-08-31]. （原始内容存档于2011-08-28）.
4. ↑  .   [2011-08-27]. （原始内容存档于2012-08-24）.
5. ↑  .   [2011-08-27]. （原始内容存档于2011-09-28）.

## 外部連結
- 人生就是完全的犧牲奉獻！當然是騙你的。（页面存档备份，存于）
- 台灣角川《謝謝你!壞運》專頁（页面存档备份，存于）
- 第三屆台灣角川輕小說大賞得獎作品（页面存档备份，存于）
- 第四屆浮文字新人獎初選名單公佈（页面存档备份，存于）